# Oskar von Pistor

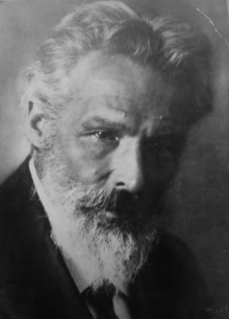
Oskar von Pistor (vor 1920)

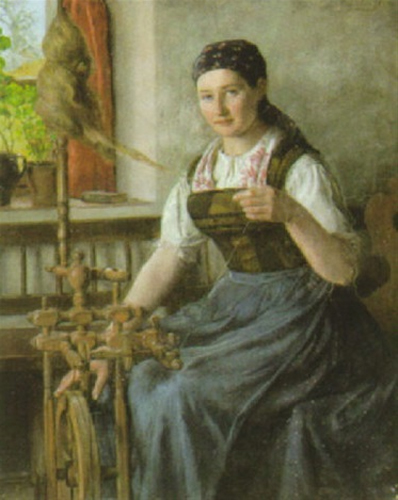
Mädchen am Spinnrad (1890)

Oskar Ritter von Pistor (* 19. November 1865 in Wien; † 10. Mai 1928 in Vuzenica , Slowenien) war ein slowenischer Maler.
Pistor studierte Malerei von 1880 bis 1885 an der Akademie der bildenden Künste Wien bei Christian Griepenkerl und Josef Mathias Trenkwald, dann vom 2. Dezember 1893 bis 1897 an der Akademie der Bildenden Künste München bei  Franz Defregger.
Nach dem beendeten Studium kehrte er nach Vuzenica heim, heiratete dort 1890 Anna Verdnik, die Tochter eines Gutsbesitzers aus Vuzenica. Er wurde Vater von neun Kindern. In der Burgruine richtete er sich ein Atelier ein. Oft besuchte er Graz, Klagenfurt, Innsbruck und Wien, wo er viele Porträts von Prominenten schuf, u. a. der Familienmitglieder des Fürsten von Liechtenstein und Henckel v. Donnersmarck. Er malte auch Landschaften, Genre- und Aktbilder sowie Stillleben. Insgesamt schuf er etwa dreihundert Bilder.
Nach dem Ersten Weltkrieg besuchte er trotz der neu errichteten Grenze weiterhin Österreich. Eine seiner letzten Arbeiten war das Porträt des Königs der Serben, Kroaten und Slowenier Alexander I.